# قورتولموش
قورتولموش هي قرية في مقاطعة نير، إيران. يقدر عدد سكانها بـ 406 نسمة بحسب إحصاء 2016.